# Província de Siem Reap
Siem Reap (Khmer: សៀមរាប, "Derrota de Siam") és una província (khaet) de Cambotja. Limita amb les províncies d'Oddar Meanchey, al nord, Preah Vihear i Kampong Thom, a l'est, Battambang, al sud, i Banteay Meanchey, a l'oest. La seva capital i ciutat més important és Siem Reap.
Siem Reap és la desena província més gran de Cambodja, a nivell de superfície. Pel que fa a la població, amb 896.309 és la sisena més poblada del país. Bona part de la frontera sud de la província limita amb el Tonlé Saba i, lògicament, forma part de les nou províncies que constitueixen la Reserva de la Biosfera de Tonlé Saba. Actualment és principalment coneguda per allotjar el jaciment d'Angkor i les restes d'Angkor Wat.

## Etimologia
El nom "Siem Reap" vol dir, literalment, "Siam derrotat", un recordatori dels segles de conflicte entre l'antic regne de Siam i els khmer. Quan la regió va pertànyer a Siam, la província i la capital van anomenar-se "Siemmarat" (en tailandès: เสียมราฐ), que vol dir "Territori de Siam".

## Història
La província va estar sota control del regne de Siam a partir del 1795, retornant a Cambodja el 1907, després que els francesos i els siamesos pactessin un intercanvi territorial: la Indoxina francesa es quedava amb la província de Cambodja Interior (on s'hi trobava Siem Reap), mentre que Siam ocupava Trat i Dan Sai. Cambodja Interior, aleshores, va dividir-se entre les províncies de Battambang i Siem Reap, en compliment d'un reial decret emès pel rei Sisowath aquell mateix any 1907.
La propietat de la província va comportar un conflicte obert entre Tailàndia i França, fet que va desencadenar la guerra franco-tailandesa de 1941, i que va acabar amb la victòria de Tailàndia i el retorn de la província a la sobirania tailandesa (amb l'excepció del propi Siem Reap i Angkor Wat). La província va tornar definitivament al domini cambodjà el 1946, a l'acabar la Segona Guerra Mundial, i com a conseqüència de la pressió de França i de les Nacions Unides Nacions Unides.

## Subdivisions
La província està subdividida en 12 districtes, 100 comunes i 907 pobles.
| 1701 | Angkor Chum   | អង្គរជុំ   |  |
| 1702 | Angkor Thum   | អង្គរធំ   |  |
| 1703 | Banteay Srei  | បន្ទាយស្រី  |  |
| 1704 | Chi Kraeng    | ជីក្រែង    |  |
| 1706 | Kralanh       | ក្រឡាញ់    |  |
| 1707 | Puok          | ពួក      |  |
| 1709 | Prasat Bakong | ប្រាសាទបាគង |  |
| 1710 | Siem Reap     | សៀមរាប    |  |
| 1711 | Soutr Nikom   | សូទ្រនិគម  |  |
| 1712 | Srei Snam     | ស្រីស្នំ    |  |
| 1713 | Svay Leu      | ស្វាយលើ    |  |
| 1714 | Varin         | វារិន្ទ    |  |

## Geografia
A nivell físic, la província forma part de la planura cambodjana, estant delimitada al sud pel Tonlé Sap, un llac d'aigua dolça que representa una reserva important de pesca i fauna aquàtica. A més, la província també és rica en complexes arqueològics, que es reparteixen per tot el seu territori i que conformen la principal atracció turística del mateix. Té una superfície de 10.299 km².
La província disposa d'un aeroport que comunica amb l'Aeroport Internacional de Pochengton, a Phnom Penh, i amb l'Aeroport Internacional de Bangkok.